# Nrc.next
Nrc.next is een voormalige Nederlandse ochtendkrant van NRC Media en later de naam van de ochtendversie van de avondkrant NRC Handelsblad. De krant verscheen voor het eerst op 14 maart 2006 en had als primair doel het bereiken van jonge, hoogopgeleide nieuwsconsumenten van 20 tot 39 jaar oud.
De kranten werden door dezelfde redactie gemaakt en de artikelen worden op drie platforms verspreid: NRC Handelsblad, nrc.next en de website van de krant.
De aparte namen nrc.next en NRC Handelsblad stamden uit een tijd waarin de signatuur en inhoud van deze kranten verschilden van elkaar. 

## Geschiedenis
Na de lancering van de krant in 2006 had nrc.next een afwijkende toon en inhoud, bedoeld voor een jonger publiek. Een belangrijk deel van de kopij was afkomstig van de avondkrant NRC, maar de redactie maakte in haar artikelen duidelijk een 'vertaalslag' naar de eigen doelgroep. Nrc.next was aanvankelijk bestemd voor 'de nieuwe generatie geïnteresseerde mediagebruikers die anders omgaat met nieuws en informatie', aldus voormalig NRC-hoofdredacteur Folkert Jensma. Het nieuws werd slechts kort gebracht, omdat ervan uit werd gegaan dat de lezers dit al via andere kanalen zouden oppikken. Achtergrond, duiding en fotografie waren duidelijk kenmerken van het ochtendblad. Later is de inhoud van beide kranten grotendeels samengetrokken.
In december 2009 werd bekend dat het moederbedrijf van de krant, NRC Media, verkocht zou worden aan Het Gesprek en de investeringsmaatschappij Egeria.
In november 2010 trok nrc.next de aandacht door als eerste krant een iPad aan te bieden bij een (tweejarig) abonnement waarop de krant te lezen is. Apple protesteerde vanwege inkomstenderving, aangezien de verkoop van dit abonnement buiten het reguliere kanaal van de App Store zou lopen. In mei 2011 herhaalde de krant de actie met de iPad 2.
Vanaf 12 oktober 2013 verscheen de krant ook op zaterdag. De zaterdageditie bestond uit twee katernen; een katern met de secties Weten, Denken en Doen en het katern Offline, waarin langere stukken (zogenaamde longreads) en columns stonden.
Sinds 2017 waren het twee edities van dezelfde krant, respectievelijk een ochtend- en een middageditie. Alleen belangrijk laatste nieuws krijgt nog een nieuwe plaats in de eerste pagina’s van de middag- of ochtendeditie. 
Van 29 maart 2021 tot 25 april 2022 werd voor beide de naam 'NRC' gebruikt, ook geschreven 'nrc'. Op de voorpagina van de middageditie staat ter onderscheiding onder de grote letters 'nrc' in kleinere letters 'handelsblad'. Sinds 25 april 2022 is de ochtendeditie de enige editie van 'NRC'.

## Hoofdredactie
- Hans Nijenhuis (vanaf maart 2006 chef hoofdredactie)
- Titia Ketelaar (adjunct-chef vanaf maart 2006, vanaf maart 2009 chef hoofdredactie)[3]
- Rob Wijnberg (vanaf september 2010 tot en met september 2012 hoofdredacteur)[4]
- Marcella Breedeveld en Gretha Pama (hoofdredacteurs na vertrek Rob Wijnberg in 2012)[5][6]
- Hans Nijenhuis (hoofdredacteur vanaf 2013)
- René Moerland (hoofdredacteur vanaf 1 mei 2015).[7] Onder zijn leiding ging de redactie van nrc.next op in de algemene redactie.[8]

## Abonnees en oplagecijfers
In april 2006 werd bekend dat de oplage van nrc.next vanaf de start was verhoogd van 70.000 naar 125.000 exemplaren per dag. Vooral de 45.000 (proef)abonnementen waren hieraan debet. De uitgever benadrukte dat deze cijfers nog niets zeggen over het uiteindelijke succes van de krant.
In mei 2006 werd bekend dat de betaalde oplage zich verder ontwikkeld had tot 99.000 exemplaren. nrc.next gaf aan 22.500 betalende abonnees te hebben en 12.500 proefabonnementen. Daarnaast werden 30.000 exemplaren verspreid door de circa 6.500 verkooppunten en 10.000 in controlled circulation.
In juli 2007 werd bekendgemaakt dat aan het eind van het eerste kwartaal 2007 het abonneebestand van nrc.next 75.012 bedroeg. 496 meer dan eind 2006 het geval was.
De krant had in het tweede kwartaal van 2011 een betaalde oplage van ruim 71.000 abonnees, waarvan circa 2.500 kranten via losse circulatie werden verkocht. Hoewel de meeste kranten in die tijd in oplage daalden, bleef nrc.next nog een tijd in oplage stijgen.
In het tweede kwartaal van 2013 was de betaalde oplage gezakt naar 59.395 exemplaren; in het derde kwartaal naar 54.471 exemplaren; in het vierde kwartaal naar 47.634 exemplaren.
Gemiddeld verspreide oplage van nrc.next tussen 2006 en 2017
Cijfers volgens HOI, Instituut voor Media Auditing

## Trivia
- Een vergelijkbaar initiatief als nrc.next in Vlaanderen was in 2005 De Standaard Espresso: de lightversie van de kwaliteitskrant De Standaard. Na tegenvallende verkoopresultaten werd de titel na 7 maanden echter uit de handel genomen.
- Op 1 april 2010 bracht nrc.next als grap de krant eenmalig op broadsheetformaat uit. 'Hoewel steeds meer kranten op compactformaat verschijnen zag nrc.next een andere trend: die naar grote formaten.'[11]
- Op 10 september 2012 bracht collectief 'Zo Kan Het Ook' een namaakeditie aan de man, in een oplage van 175.000. In deze 'nep.next' stonden alleen idealistische (en dus verzonnen) verhalen, die volgens de makers 'ook in de krant van vandaag zouden kunnen staan, als de hedendaagse kranten wat beter zouden zoeken naar positief nieuws'. Ook bevatte de uitgave verschillende reclameboodschappen voor grote multinationals als Shell en ING die eveneens vervaardigd werden door het collectief. De reclames bevatten ironische boodschappen als 'Laat ons maar doen wat we het beste doen. Olie lekken' (Shell) en 'Hoeveel van de bank wil je hebben?' (ING).

Huidig
AD · Het Financieele Dagblad · Nederlands Dagblad · NRC · Reformatorisch Dagblad · De Telegraaf · Trouw · de Volkskrant

Voormalig
Agrarisch Dagblad (1986–2012, daarna verdergegaan onder de naam Boerderij Vandaag) · Algemeen Handelsblad (1828–1970) · Cobouw (1961–2016) · De Courant/Nieuws van de Dag (1923–1982, tot 1998 in Amsterdam) · DAG (2007–2008) · De Dag (1980) · De Echo (1892–1912) · De Maasbode (1885–1959) · Metro (1999–2020) · Het Nationale Dagblad (1936–1945) · De Nederlander (1897–1941, 1945–1947) · Nieuwe Rotterdamsche Courant (1843–1970) · nrc.next (2006–2021) · Het Parool (1944–1997, daarna alleen in Amsterdam) · De Pers (2007–2012) · Sp!ts (1999–2014) · Staatscourant (1814–2009, daarna alleen digitaal) · De Standaard (1872–1944) · De Tijd (1845–1974) · De Tribune (1916–1937) · Het Volk (1900–1945) · Het Volksdagblad (1937–1940) · Het Vrije Volk (1945–1971, tot 1991 in Rotterdam) · De Waarheid (1945–1990)
Lijst van dagbladen in binnen- en buitenland